# Helicoön fuscosporum
Helicoön fuscosporum är en svampart som beskrevs av Linder 1929. Helicoön fuscosporum ingår i släktet Helicoön och familjen Tubeufiaceae.   Inga underarter finns listade i Catalogue of Life.